# Sophie Wichers

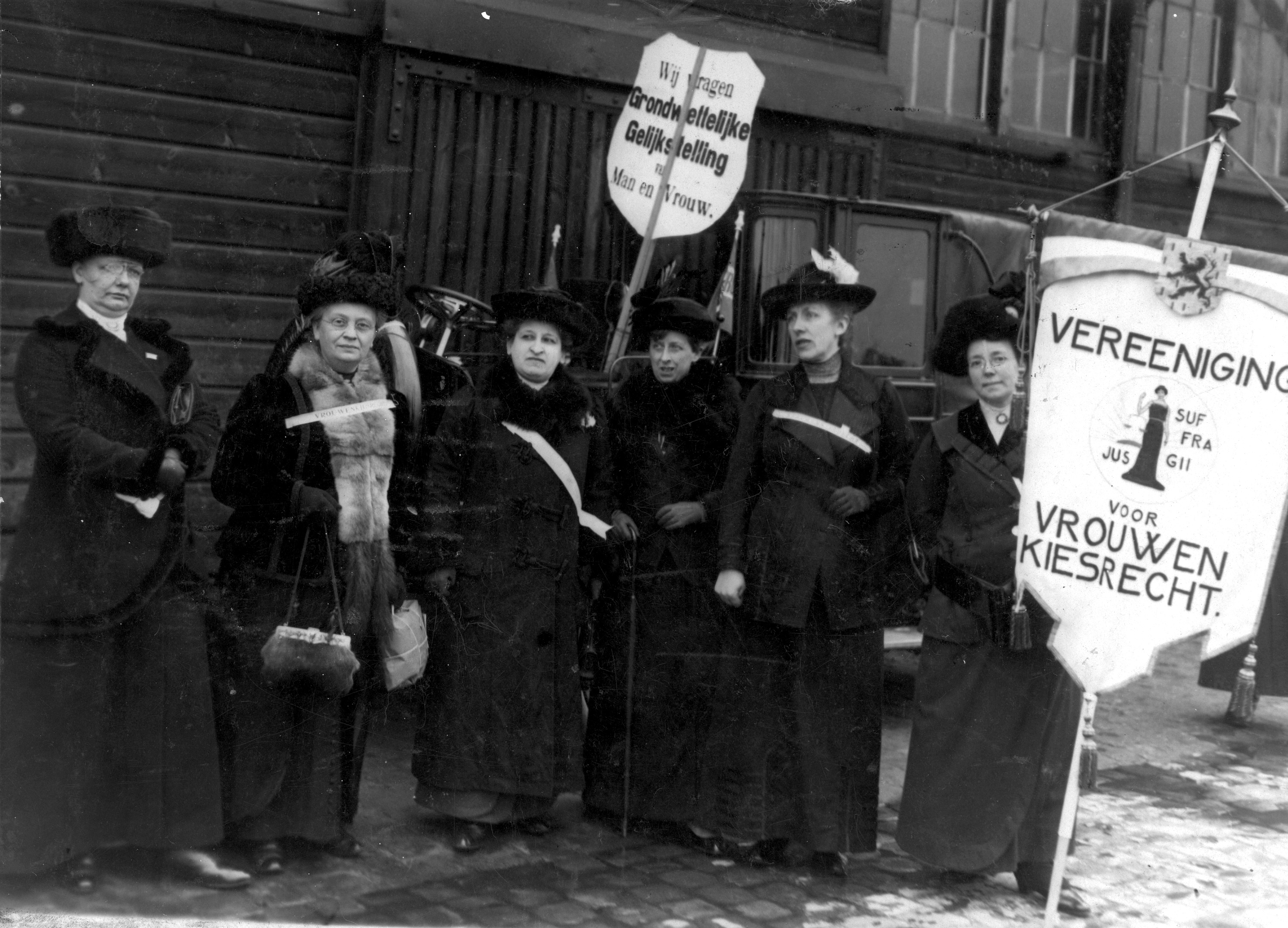
Bestuursleden van de "Vereeniging voor Vrouwenkiesrecht", met uiterst rechts Sophie Wichers, 1914

Jkvr. Sophia Wilhelmina Adriana Wichers (Den Haag, 1 juli 1865 - Zeist, 26 mei 1937) was Nederlands medeoprichter van de Feministische Partij (1918). Tevens was zij lid van de Vereeniging voor Vrouwenkiesrecht.

## Biografie
Wichers was dochter van de latere minister jhr. Hendrikus Octavius Wichers (1831-1889), toen luitenant-ter-zee, eerste klasse en Jacoba Petronella Johanna Fraser (1837-1910). 
Zij declameerde geregeld en gaf lessen in voordrachtskunst en ook voor mensen met een spraakgebrek.
Een van haar eerste gedocumenteerde optredens als toneelspeelster was in 1896, bij een toneelavond van de Alliance Française. In 1899 trad zij op in een toneelstuk van Shakespeare. In de periode 1899-1903 trad zij samen met Ida Mollinger in verschillende Nederlandse theaters op, zoals Rotterdam, Winschoten, Arnhem en Zwolle. Soms traden zij gratis op, bijvoorbeeld in Antwerpen. Zij woonde in deze periode in Amsterdam. In 1904 was zij lerares bij de School Voor Vocaal, Dramatisch en Vocaal-Dramatisch Kunstonderricht.
In 1905 pleitte zij samen met Hildegonda Funke en Henriette Verwey Mejan via een circulaire voor het vrouwenkiesrecht, en riepen zij het Nederlandse stemvolk op om te stemmen op kandidaten die daar voorstander van waren.
Later, in 1906, sprak zij voor het publiek van de Nederlandse Vrouwenbond voor geheelonthouding. Ook bij andere gelegenheden gaf zij voordrachten, of declameerde zij proza en poëzie, vaak voor vrouwenorganisaties, onder meer bij het Internationaal vrouwencongres in 1915.
Wichers richtte in 1918 mede de Feministische Partij op om de vrouwelijke aanwezigheid in de politiek te vergroten. Wichers functioneerde als president van de partij. Zij verwoordde de noodzaak van de Feministische Partij als volgt: "Het is niet goed dat er één sekse in de maatschappij domineert. De vrouwelijke stem moet mede spreken, zodat er een opbouwende politiek kan komen." Met de partij, die alleen vrouwelijke kandidaten had, heeft Wichers geen electoraal succes gehad.
Alvorens het oprichten van de Feministische Partij was Wichers lid van de Vereeniging voor Vrouwenkiesrecht, omdat zij ervan overtuigd was dat de belangen van vrouwen het beste door henzelf bepleit konden worden. Zij was lid van het hoofdbestuur, waarvan acht jaar als penningmeester.
In 1928 was zij vicevoorzitter van de Haagse afdeling van de Internationale vrouwenbond voor Vrede en Vrijheid. Zij gaf daar onder andere een voordracht met de titel "Hoe kunnen wij ons het best beschermen?" In 1929 sprak zij over de gruwelijke effecten van gifgassen op de bijeenkomst van de Nederlandsche Vereeniging van Staatsburgeressen.
Haar vriendin Henriëtte E. Verwey Mejan plaatste de rouwadvertentie voor de crematie op Westerveld. Op de plechtigheid sprak o.a. Betsy Bakker-Nort, lid van de Tweede Kamer.